# Skyfire
För webbläsaren Skyfire, se Skyfire (webbläsare).
Skyfire är ett progressivt death metal-band från Sverige.

## Biografi
Skyfire bildades 1995 i Höör. Bandet bestod från början av Andreas Edlund, Martin Hanner, Jonas Sjögren och Tobias Björk. 1998 släppte Skyfire sin första demo, en trespårs-MCD kallad Within Reach. Gästsångare var Mattias Holmgren (Embracing, Naglfar). Strax efteråt blev sångaren Henrik Wenngren medlem i bandet och året därpå spelade bandet in ytterligare en trespårs-demo, The Final Story. Debutalbumet Timeless Departure spelades in i Abyss studio med Tommy Tägtgren som producent och gavs ut 2001 av Hammerheart Records.
Hammerheart records gav även ut EP:n Haunted By Shadows och fullängdsalbumet Mind Revolution år 2003 medan Spectral gavs ut av Arise records året därpå. Det dröjde därefter fem år innan EP:n Fractal och därefter fullängdsalbumet Esoteric gavs ut 2009 av Pivotal Rocordings. Ny sångare på dessa album är Joakim Karlsson.

## Medlemmar
Nuvarande medlemmar
- Martin Hanner – gitarr, keyboard (1995–2004), basgitarr, keyboard (2005– )
- Joakim Jonsson – trummor, gitarr (2001– )
- Johan Reinholdz – gitarr (2005– )
- Joakim Karlsson – sång (2007– )

Tidigare medlemmar
- Jonas Sjögren – basgitarr (1995–2005)
- Tobias Björk – trummor (1995–2001)
- Andreas Edlund – gitarr, keyboard (1995–2015)
- Henrik Wenngren – sång (1998–2007)

## Diskografi
Demo
- 1998 – Within Reach
- 2000 – The Final Story

Studioalbum
- 2001 – Timeless Departure
- 2003 – Mind Revolution
- 2004 – Spectral
- 2009 – Esoteric

EP
- 2003 – Haunted By Shadows
- 2009 – Fractal
- 2017 – Liberation In Death

Singlar
- 2012 – "Promo 2012"